# Linda Johnsen-Holmeide
Linda Johnsen-Holmeide (1 de diciembre de 1972) es una deportista noruega que compitió en lucha libre. Ganó dos medallas de bronce en el Campeonato Mundial de Lucha, en los años 1992 y 1993.

## Palmarés internacional
| Campeonato Mundial | Campeonato Mundial | Campeonato Mundial | Campeonato Mundial |
| Año                | Lugar              | Medalla            | Categoría          |
| ------------------ | ------------------ | ------------------ | ------------------ |
| 1992               | Lyon (Francia)     | Medalla de bronce  | 75 kg              |
| 1993               | Stavern (Noruega)  | Medalla de bronce  | 75 kg              |